# Павло Танасюк
Павло Танасюк (нар. серпень 1980, Житомир) — українсько-британський технологічний підприємець, відомий як засновник кількох компаній у сферах космосу та блокчейну: Spacebit, MoneXy, Blockverify.

## Початок біографії. Навчання і перший бізнес
Павло Танасюк родом із Житомира. З дитинства мріяв про космос, у школі будував телескопи та опікувався астрономічним гуртком. Вищу освіту почав здобувати 1997 року в Київському університеті за економічною спеціальністю.
У 19-річному віці разом із друзями створив освітню компанію-турагентство, яка організовувала освітні тури та мовні курси..
Після здобуття освіти переїхав до Лондона, де продовжив навчання у Лондонській школі економіки (2006—2008), здобувши ступінь магістра менеджменту та інформаційних систем (MSc in Management and Information Systems), та в Кембриджській університетській школі бізнесу (2009—2010), яку закінчив з дослідницьким ступенем магістра технології (MPhil in Technology Policy). Він також пройшов освітні програми в Гарварді, Університеті Мічигану та Стенфорді.
Після закінчення навчання Павло залишився в Англії, працював фінансовим консультантом.
У 2008 році Павло допоміг Юрію Чайці структурувати угоду для RuPay, яка була продана і стала відома як RBK Money. У 2009 році разом з Юрієм Чайкою він створив платіжну систему MoneXy, що стала першою на українському ринку системою електронних платежів з офіційною ліцензією. У 2015 році партнери успішно вийшли з проєкту, продавши MoneXy Фідобанку.
У 2011 році Павло Танасюк створив консультаційну компанію у сфері інформаційних технологій Cambridge Method Ltd, став її директором. Фірма проіснувала до 2022 року.
У 2014 році він заявив про себе як про блокчейн-експерта, створивши та очоливши стартап BlockVerify, що ставив за мету боротьбу з підробками у ланцюгах постачання за допомогою технології блокчейн. Ідея проєкту полягала у відстеженні товарів через ланцюги постачання, фіксацію передачі права власності та підтвердження їх місцезнаходження. Стартап витримав чотири раунди фінансування на Crunchbase, отримавши 52 тис. дол. від трьох інвесторів, проте наразі його сайт не підтримується.
У 2023 році, на тлі повномасштабного вторгнення РФ в Україну, Павло організував сольний навколосвітній велопробіг довжиною 6993 км (довжина кордону України) на підтримку благодійної допомоги дітям та ветеранам російсько-української війни.
Протягом 2021-2024 років усі компанії Павла Танасюка у Великій Британії були закриті. 

## Spacebit

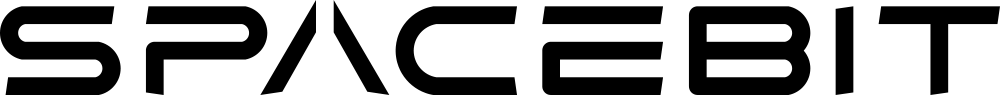

Коштів, виручених від продажу MoneXy, вистачило на запуск приватного космічного стартапу Spacebit.
Spacebit позиціонувала себе як британська компанія, що працювала над інструментами аналізу космічних даних та роботизованими концепціями дослідження космосу, які включають ШІ та вдосконалених мікророботів, розробляє технологію космічної робототехніки для місячних і планетарних місій.
У жовтні 2017 року Spacebit підписав угоду з Київським політехнічним інститутом, забезпечуючи співпрацю в галузі супутників PolyITAN 3, 4 і 5. Наступного року Павло Танасюк презентував плани щодо фінансування децентралізованих досліджень космосу на Всесвітньому економічному форумі в Давосі. У цьому зв'язку пропонувався запуск власної криптовалюти та платформи краудфандингу, що мало б дозволити будь-кому фінансувати космічні проєкти.
Павло виступав із доповідями на міжнародних конгресах астронавтики у 2018 (Бремен) та 2019 (Вашингтон) роках.
На четвертий квартал 2023 року компанія планувала першу британсько-українську місію на Місяць (Spacebit Mission One), яка полягатиме у відправці власного місяцеходу Asagumo (в перекладі з яп.: «ранкова хмара», що звучить подібно до «ранковий павук») з метою дослідження печер температурним, радіаційним, лазерним сенсорами та відеокамерою. Павло особисто тестував його в печерах гори Фудзі.
Наукові інструменти для апарата розроблено в Україні. Так, з української сторони залучені Конструкторське бюро «Південне», Науково-виробниче підприємство «Меридіан» ім. Корольова, підприємства «Екотест» і «ТитанЕра». Місія розділена на дві частини: спочатку полетять сенсор, радіаційний сенсор та відеокамера (українська частина), а згодом — сам місяцехід (британська частина).
За ініціативою Танасюка Spacebit також планував відправити на поверхню Місяця український прапор вже під час першої місії. Ця спроба мала місце 8 січня 2024 року, хоча була невдалою.
21 травня 2024 року Spacebit Technologies Ltd припинила існування. Британський реєстратор примусово ліквідував її через те, що компанія не веде підприємницьку діяльність. 